# Pierre Clastres
Pierre Clastres (Paris, 17 de maio de 1934 — Gabriac, 29 de julho de 1977) foi um importante antropólogo e etnógrafo francês da segunda metade do século XX. Clastres é conhecido sobretudo por seus trabalhos de antropologia política, por sua suposta vinculação ao anarquismo e por sua pesquisa sobre os indígenas Guayaki do Paraguai.
Filósofo de formação, se interessou pela antropologia e especificamente pela América do Sul sob a influência de Claude Lévi-Strauss e de Alfred Métraux. Foi diretor de pesquisa no Centre National de la Recherche Scientifique (CNRS, Paris) e membro do Laboratoire d´Anthropologie Sociale do Collège de France. Realizou pesquisas de campo na América do Sul entre os indígenas Guayaki, Guarani e Yanomami. Publicou Crônica dos índios Guayaki (1972), A sociedade contra o Estado (1974), e A fala sagrada - mitos e cantos sagrados dos índios Guarani (1974).
Sua morte prematura, em um acidente de carro em 1977, interrompeu a conclusão de textos que mais tarde seriam reunidos no livro Arqueologia da violência - ensaios de antropologia política (1980).
Uma de suas principais contribuições para a antropologia foi sua crítica à visão, até então dominante, de que sociedades como as dos indígenas da América do Sul são mais "primitivas" ou "menos desenvolvidas culturalmente" do que sociedades mais hierárquicas, onde a presença do Estado é mais evidente – como no caso das sociedades Maia, Inca e Asteca. Ele procurou demonstrar a falsidade do pressuposto de que todas as sociedades necessariamente evoluem de um sistema "tribal", "comunista" e "igualitário" para sistemas mais hierárquicos. As sociedades não-hierárquicas, segundo seus estudos, possuem mecanismos culturais que impedem ativamente o aparecimento de figuras de comando – seja isolando os possíveis candidatos a chefe (como no caso dos Pajés), seja destituindo-os do poder do mando (como no caso dos chefes que só têm poder para aconselhar). Sendo assim, elas não estariam evoluindo em direção à estatização: ao contrário, configuram-se como verdadeiras sociedades "contra o Estado", pois sua dinâmica cultural almejaria precisamente impedir a formação de uma classe de dirigentes e outra de dirigidos.

## Obras
- Crônica dos índios Guayaki: o que sabem os Aché, caçadores nômades do Paraguai. Rio de Janeiro: Ed. 34, 1995 (1972)
- A sociedade contra o Estado: Pesquisas de Antropologia Política.  São Paulo: Cosac & Naify, 2003 (1974)
- A fala sagrada: mitos e cantos sagrados dos índios Guarani. Campinas, SP: Papirus, 1990 (1974)
- Arqueologia da violência: estudos de antropologia política. São Paulo: Cosac & Naify, 2004 (1977)